# Живкович, Андрия
Андри́я Жи́вкович (сербохорв. Andrija Živković / Андрија Живковић; 11 июля 1996, Ниш) — сербский футболист, крайний нападающий клуба ПАОК и сборной Сербии. Участник двух чемпионатов мира (2018 и 2022) и чемпионата Европы 2024.

## Клубная карьера
Андрия начинал свою карьеру в клубе «Национал» из своего родного города, а в 2009 году присоединился к «Партизану». Его дебют за «Партизан» состоялся 28 апреля 2013 года в матче чемпионата страны против клуба «Нови Пазар». Свой первый гол он забил 25 августа 2013 года в игре с командой «Раднички». В сезоне 2013/14 юный форвард уже сыграл в десяти матчах и забил четыре гола.

## Карьера в сборной
Андрия выступал за юношеские и молодёжную сборные Сербии. За национальную сборную Сербии Андрия дебютировал 11 октября 2013 года в матче против сборной Японии, став самым молодым дебютантом в истории своей сборной.
Летом 2019 года Андрия был приглашён в сборную для участия в чемпионате Европы среди молодёжных команд, который состоялся в Италии. Во втором матче в группе против Германии он отличился голом с пенальти на 85-й минуте игры, однако его команда уступила 1:6.

#### Матчи и голы за сборную Сербии
| Матчи Живковича за сборную Сербии | Матчи Живковича за сборную Сербии | Матчи Живковича за сборную Сербии | Матчи Живковича за сборную Сербии | Матчи Живковича за сборную Сербии | Матчи Живковича за сборную Сербии |
| Дата                              | Соперник                          | Счёт                              | Голы                              | Соревнование                      |                                   |
| --------------------------------- | --------------------------------- | --------------------------------- | --------------------------------- | --------------------------------- | --------------------------------- |
| 11 октября 2013                   | Япония                            | 2:0                               | -                                 | Товарищеский матч                 |                                   |
| 15 ноября 2013                    | Россия                            | 1:1                               | -                                 | Товарищеский матч                 |                                   |

## Достижения
«Партизан»
- Чемпион Сербии (2): 2012/13, 2014/15
- Кубок Сербии: 2015/16

«Бенфика»
- Чемпион Португалии (2): 2016/17, 2018/19
- Обладатель Кубка Португалии: 2016/17
- Обладатель Суперкубка Португалии (3): 2016, 2017, 2019

Сербия (до 20 лет)
- Чемпион мира среди игроков до 20 лет: 2015